# Dolmen del Cementiri dels Moros
El dolmen del Cementiri dels Moros és una galeria catalana en forma de V situada al municipi de Torrent (Baix Empordà), inclòs a l'Inventari del Patrimoni Arqueològic i Paleontològic de Catalunya.

## Descripció
La cambra conserva actualment 7 lloses de suport vertical i un muntant de l'entrada del passadís. També conserva 12 lloses del passadís d'accés. El sepulcre té una llargada de 12,30 m, una amplada de 2,50 m i una alçada d'1,25 m. El túmul és de tendència ovalada amb peristàlit d'estructures radials, i un mur concèntric de contenció. Està datada del Neolític final, segona meitat del IV mil·lenni aC.

## Descobriment
La família Geli de Begur, propietaris de la finca, el donaren a conèixer a Salvador Raurich, el qual en va publicar una descripció l'any 1923. Dins el monuments s'hi ha trobat 1.200 peces dentàries, i milers de fragments de terrissa llisa, campaniforme i incisa. També s'hi han localitzat peces de collaret d'esteatita i de cal·laïta; botons d'os perforats en V; vasos diversos; plaquetes rectangulars polides de pissarra verdosa; ganivets de sílex; puntes de sageta de sílex; i diverses peces fetes amb petites làmines d'or.